# División de Honor de bádminton 2013-14
La temporada 2013/14 fue la 27.ª edición de la División de Honor de bádminton en España, máxima categoría de este deporte en el país y fue organizada por la Federación Española de Bádminton. La disputaron 12 equipos que se dividieron en dos grupos de 6. La temporada regular comenzó el sábado 14 de septiembre de 2013 y finalizó el 12 de abril de 2014. El campeón fue el Recreativo de Huelva-IES La Orden, que sumó su segundo título consecutivo tras el logrado en la temporada anterior.

## Ascensos y descensos
| Descendidos de División de Honor |
| -------------------------------- |
| Ibiza BC                         |
| CB Pitiús                        |
| CB Aldapeta *                    |

| Ascendidos de Liga Nacional |
| --------------------------- |
| AE Granollers               |
| Li-Ning A Estrada           |
| CB As Neves *               |

- *El CB Aldapeta logró la permanencia deportiva en la temporada 2012/13, pero renunció a inscribirse en esta temporada. Su plaza la ocupó el CB As Neves, mejor clasificado de Liga Nacional que no obtuvo plaza de ascenso.

## Equipos participantes
| Equipo                            | Ciudad            |
| --------------------------------- | ----------------- |
| Recreativo de Huelva-IES La Orden | Huelva            |
| Soderinsa Rinconada               | La Rinconada      |
| CB Paracuellos-Torrejón           | Torrejón de Ardoz |
| Club Bádminton Oviedo             | Oviedo            |
| CB Xátiva-Valencia Terra i Mar    | Játiva            |
| CB Benalmádena                    | Benalmádena       |
| Associaciò Granollers Esportiva   | Granollers        |
| Club Bádminton Alicante           | Alicante          |
| Li-Ning A Estrada                 | La Estrada        |
| Club Bádminton As Neves           | Las Nieves        |
| Club Bádminton Triana             | Sevilla           |
| Club Bádminton Huesca             | Huesca            |

## Sistema de competición
El torneo es organizado por la Federación Española de Bádminton y en ella participaron 12 equipos divididos en dos grupos de 6. Cada equipo jugó un total de 10 partidos en la fase regular, debiéndose enfrentar a todos los demás equipos de su mismo grupo a doble vuelta. Cada encuentro consta, en sí mismo, por 7 partidos:
- Un dobles mixto
- Un dobles masculino
- Un dobles femenino
- Dos individuales masculinos
- Dos individuales femeninos

Los entrenadores de cada equipo seleccionan a los jugadores que disputarán los 3 partidos de dobles y también elegirán al número 1 y 2 de individuales masculino y femenino. Antes de cada encuentro, se sortearan si los individuales constan de los números 1 de un equipo contra el número 2 del otro (y viceversa) o si los números 1 y 2 se enfrentan entre ellos.
Cada uno de los 7 partidos se juega al mejor de 3 sets; para vencer en un set, un jugador o pareja deberá conseguir, al menos, 21 puntos y la ventaja respecto al adversario siempre deberá de ser de un mínimo de 2 puntos. El saque inicial se realizará por sorteo y, a partir de ahí, lo efectuará el jugador o pareja que haya ganado el punto inmediatamente anterior.
Los segundos y los terceros clasificados cuando acabe la fase regular, disputarán los cuartos de final del campeonato; en una eliminatoria a doble partido en el que el tercero de un grupo se enfrenta al segundo del otro disputando el primer enfrentamiento en su pabellón. Los dos clasificados jugarán las semifinales frente a los dos campeones de los grupos (que entran directamente en esta ronda), el formato será el mismo que en cuartos (eliminatoria a doble partido). Los ganadores de las semifinales disputarán el título de liga también a doble partido.
Para las eliminatorias por el descenso, el formato es similar: los cuartos y los quintos clasificados de cada grupo tendrán la oportunidad de salvar la categoría en una eliminatoria a doble partido, en el que el quinto de un grupo se enfrenta al cuarto del otro disputando el primer enfrentamiento en su pabellón. Los dos perdedores de las eliminatorias aún tendrán la oportunidad de permanecer en la categoría en la ronda definitiva por la permanencia, en la que se jugarán su plaza en la División de Honor frente a los sextos clasificados. Los perdedores de esta última eliminatoria descenderán a Primera Nacional.

## Campeonato

### Fase Regular
| # | Equipos                  | J  | G  | P  | PG | PP | PT |
| - | ------------------------ | -- | -- | -- | -- | -- | -- |
| 1 | Recreativo-IES La Orden  | 10 | 10 | 0  | 58 | 12 | 30 |
| 2 | CB Paracuellos-Torrejón  | 10 | 7  | 3  | 46 | 24 | 21 |
| 3 | Xátiva Terra i Mar       | 10 | 5  | 5  | 40 | 30 | 15 |
| 4 | As. Granollers Esportiva | 10 | 5  | 5  | 34 | 36 | 15 |
| 5 | CB As Neves              | 10 | 3  | 7  | 27 | 43 | 9  |
| 6 | CB Triana                | 10 | 0  | 10 | 5  | 65 | 0  |

| # | Equipos             | J  | G  | P  | PG | PP | PT |
| - | ------------------- | -- | -- | -- | -- | -- | -- |
| 1 | Soderinsa Rinconasa | 10 | 10 | 0  | 54 | 16 | 30 |
| 2 | CB Oviedo           | 10 | 7  | 3  | 52 | 18 | 21 |
| 3 | CB Benalmádena      | 10 | 7  | 3  | 48 | 22 | 21 |
| 4 | CB Alicante         | 10 | 4  | 6  | 26 | 44 | 12 |
| 5 | Li-Ning A Estrada   | 10 | 2  | 8  | 20 | 50 | 6  |
| 6 | CB Huesca           | 10 | 0  | 10 | 10 | 60 | 0  |

En verde oscuro, clasificados para las semifinales del playoff por el título; en verde claro, clasificados para cuartos de final de playoffs por el título; en rojo claro, obligados a disputar la primera ronda de los playoffs por la permanencia y, en rojo oscuro, los obligados a disputar la eliminatoria definitiva para evitar el descenso a Primera Nacional.
J = Partidos jugados; G = Encuentros ganados; P = Encuentros perdidos; PG = Partidos ganados; PP = Partidos perdidos; PT = Puntos;  = Campeón de liga y clasificado para la Copa de Europa;  = Descendidos a Primera Nacional 

### Cuartos de final
| Local ida          | Resultado global | Local vuelta            | Ida | Vuelta |
| ------------------ | ---------------- | ----------------------- | --- | ------ |
| Xátiva Terra i Mar | 5-9              | CB Oviedo               | 3-4 | 2-5    |
| CB Benalmádena     | 4-10             | CB Paracuellos-Torrejón | 4-3 | 0-7    |

CB Oviedo y CB Paracuellos-Torrejón, clasificados para semifinales.

### Semifinales
| Local ida               | Resultado global | Local vuelta            | Ida | Vuelta |
| ----------------------- | ---------------- | ----------------------- | --- | ------ |
| CB Oviedo               | 3-11             | Recreativo-IES La Orden | 2-5 | 1-6    |
| CB Paracuellos-Torrejón | 7-7 *            | Soderinsa Rinconada     | 5-2 | 2-5    |

* El Soderinsa Rinconada consiguió vencer la eliminatoria pese a igualar en partidos ganados (7-7) al Paracuellos-Torrejón; logró una mejor diferencia de sets (19-16)
Recreativo de Huelva-IES La Orden y Soderinsa Rinconada, clasificados para la final.

### Final

#### Partido de ida
| Soderinsa Rinconada     | Recreativo-La Orden | Modalidad            | Primer Set | Segundo Set | Resultado final |  |
| ----------------------- | ------------------- | -------------------- | ---------- | ----------- | --------------- |  |
| J. Sánchez-B. Ibeas     | P. Abián-N. Jiménez | Dobles mixto         | 8-21       | 15-21       | 0-2             |  |
| J. Sánchez-R. Fernández | E. Ojeda-V. Martín  | Dobles masculino     | 17-21      | 15-21       | 0-2             |  |
| B. Ibeas-L. Molina      | H. Ojeda-N. Jiménez | Dobles femenino      | 8-21       | 11-21       | 0-2             |  |
| Juan M. Fernández       | Pablo Abián         | Individual masculino | 15-21      | 13-21       | 0-2             |  |
| Laura Samaniego         | Haideé Ojeda        | Individual femenino  | 21-8       | 21-15       | 2-0             |  |
| Joshua Magee            | Víctor Martín       | Individual masculino | 21-10      | 21-14       | 2-0             |  |
| Laura Molina            | Belén Rodríguez     | Individual femenino  | 21-5       | 21-9        | 2-0             |  |

El encuentro acabó, por tanto, con victoria del Recreativo de Huelva-IES La Orden por 3-4. El choque se celebró en el Pabellón Fernando Martín de San José de la Rinconada.

#### Partido de vuelta
| Recreativo-La Orden | Soderinsa Rinconada        | Modalidad            | Primer Set | Segundo Set | Resultado final |  |
| ------------------- | -------------------------- | -------------------- | ---------- | ----------- | --------------- |  |
| P. Abián-N. Jiménez | J. Sánchez-B. Ibeas        | Dobles mixto         | 21-9       | 21-12       | 2-0             |  |
| E. Ojeda-V. Martín  | J. Sánchez- J.M. Fernández | Dobles masculino     | 21-15      | 21-18       | 2-0             |  |
| N. Jiménez-H. Ojeda | L. Molina-B. Ibeas         | Dobles femenino      | 21-17      | 21-19       | 2-0             |  |
| Pablo Abián         | Joshua Magee               | Individual masculino | 21-14      | 21-13       | 2-0             |  |
| Haideé Ojeda        | Laura Molina               | Individual femenino  | 21-19      | 21-19       | 2-0             |  |

El encuentro de vuelta se celebró el sábado 12 de abril en un abarrotado Polideportivo Andrés Estrada de Huelva, que contó con la presencia de 2.500 espectadores. El Recreativo de Huelva-IES La Orden hizo buena la ventaja cosechada en la ida y logró hacerse con el campeonato de forma brillante al vencer al Soderinsa Rinconada nuevamente por 5-0 (tras jugarse los dos primeros individuales, no fue necesario disputar los últimos dos encuentros). El equipo onubense consiguió el segundo título liguero de su historia y se clasificó para la Copa de Europa de bádminton.

### Eliminatorias por la permanencia

#### Primera ronda
| Local ida         | Resultado global | Local vuelta  | Ida | Vuelta |
| ----------------- | ---------------- | ------------- | --- | ------ |
| Li-Ning A Estrada | 4-10             | AE Granollers | 4-3 | 0-7    |
| CB As Neves       | 5-9              | CB Alicante   | 2-5 | 3-4    |

El A. Esportiva Granollers y el CB Alicante lograron salvar la categoría, mientras que el Li-Ning A Estrada y el CB AS Neves deberán disputar la eliminatoria definitiva por la salvación frente a los sextos clasificados en la fase regular.

#### Ronda definitiva
| Local ida | Resultado global | Local vuelta      | Ida | Vuelta |
| --------- | ---------------- | ----------------- | --- | ------ |
| CB Triana | 5-9              | CB As Neves       | 2-5 | 3-4    |
| CB Huesca | 4-10             | Li-Ning A Estrada | 3-4 | 1-6    |

El CB As Neves y el Li-Ning A Estrada consiguieron la permanencia, mientras que el CB Triana y el CB Huesca descendieron a Primera Nacional.

## Clasificación final
| Puesto | Equipo                            |
| ------ | --------------------------------- |
| 1º     | Recreativo de Huelva-IES La Orden |
| 2º     | Soderinsa Rinconada               |
| 3º     | CB Paracuellos-Torrejón           |
| 4º     | Club Bádminton Oviedo             |
| 5º     | CB Xátiva-Valencia Terra i Mar    |
| 6º     | CB Benalmádena                    |
| 7º     | Associaciò Granollers Esportiva   |
| 8º     | Club Bádminton Alicante           |
| 9º     | Li-Ning A Estrada                 |
| 10º    | Club Bádminton As Neves           |
| 11º    | Club Bádminton Triana             |
| 12º    | Club Bádminton Huesca             |

| Campeón de División de Honor 2013-14        |
| ------------------------------------------- |
| Recreativo de Huelva-IES La Orden 2º título |